# Місяць-риби
Мі́сяць-ри́би (лат. Molidae) — родина риб ряду скелезубоподібних (Tetraodontiformes).

## Розповсюдження
Населяють пелагіаль субтропічних і тропічних вод Світового океану.

## Опис
Довжина риб від 0,8 до 3 метрів, вага до 1400 кг. Тіло місяць-риб стиснуте з боків, без хвостового стебла і плавця, функції останнього виконують задні частини спинного і анального плавців. Забарвлення цих риб варіюється від сірого, коричневого, багрянисто-коричневого до сірувато-синього, сріблястого і білого кольорів, іноді з темними плямами. Зуби утворюють суцільну пластину. Місяць-риби малорухливі, харчуються макропланктоном. Плодючість до 300 млн. ікринок.

## Значення
Місяць-риби не належать до промислових через жорсткість і неприємний смак, хоча у деяких частинах світу вважаються делікатесом.